# Umeå elementarläroverk för flickor

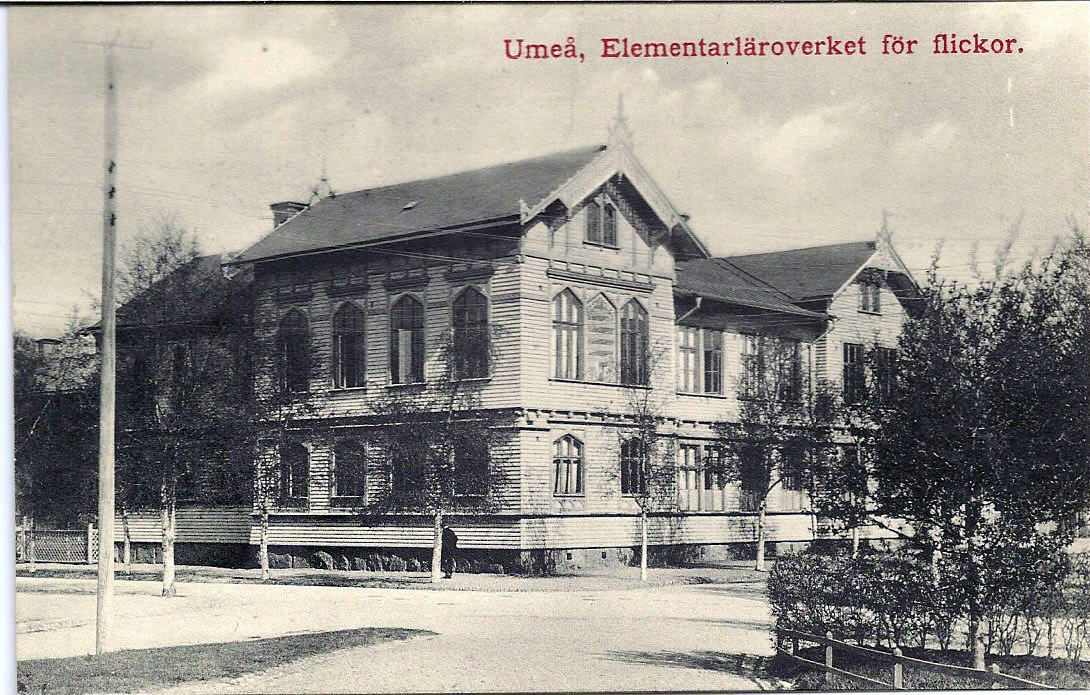
Elementarläroverkets byggnad på Storgatan, invigd 1892.

Umeå elementarläroverk för flickor var en flickskola i Umeå, verksam mellan 1871 och 1967. Det var initialt en privatskola, men blev ett läroverk med statsbidrag 1881. Från 1939 kallades den Umeå kommunala flickskola och var en kommunal skola. 

## Historia
Skolan grundades 1871 som privat elementarskola av lärarinnan Ida Schugge och fick snart statliga bidrag, som komplement till terminsavgifter. När Schugge 1881 lämnade Umeå för Skellefteå rekonstruerades skolan till läroverk för flickor, med sjuårig skolgång, och beviljades årliga bidrag från Umeå stad och Västerbottens läns landsting. Skolan fick tidigt rykte om sig att vara en "fin" skola för stadens välbärgade borgerskap – sannolikt för att terminsavgifterna var höga, men också för att flickskolan stod för ett friare bildningsideal än det obligatoriska skolväsendet.
Skolan ombildades 1939 till kommunal flickskola och kallades därefter Umeå kommunala flickskola. Som antagningskrav till flickskolans klass 1 krävdes att eleverna dessförinnan skulle ha avklarat fyra eller fem år i folkskola. Upptagningsområdet var inledningsvis enbart Umeå stad, men från hösten 1944 tilläts lärjungar oberoende av hemort. Terminsavgifter togs ut även efter 1938, men avgifterna var behovsprövade och undervisningen skulle "...så långt möjligt och i varje fall för medellösa lärjungar..." vara avgiftsfri. Från hösten 1957 slopades systemet med avgifter helt.
Åren 1953–57 accepterades tillfälligt även manliga elever. Läsåret 1966/67 var sista året med undervisning i flickskolan, som från hösten 1967 ersattes av olika fackskolor och den nya grundskolans högstadium, som var öppet för både flickor och pojkar. Även lärarkåren överfördes till grundskolan.

## Undervisningen
Från 1939 gavs både sex- och sjuårig lärokurs, och enbart teoretiskt utbildning. De obligatoriska ämnena var kristendomskunskap, modersmål, historia med samhällslära, ett främmande språk, hälsolära och ekonomilära; och därtill tre fritt valda ämnen. Godkända avgångsbetyg från flickskolans sjunde klass motsvarade så kallad normalskolekompetens.

## Lokaler
När kommunen tog över driften 1939 var elementarläroverket inrymt i ett skolhus på Storgatan, i hörnet av kvarteret Höder vid Kyrkotorget. Byggnaden var uppförd 1892 av arkitekt Viktor Åström och utgjordes av ett trähus i två våningar. När Umeå högre allmänna läroverk 1957 flyttade till nybyggda lokaler på Fridhem övertog flickskolan lokaler i läroverkets gamla skolbyggnad, Mimerskolan – där verksamheten hösten 1967 fortsatte som grundskola.

## Rektorer
- 1939–1945 Signe Lagergren
- 1945–1963 Louise S Leijonhufvud
- 1963–1967 Sigvard Dahlgren